# Pulau Manti
Pulau Manti är en ö i Indonesien.   Den ligger i provinsen Kalimantan Selatan, i den centrala delen av landet, 1 100 km öster om huvudstaden Jakarta. Arean är 0,15 kvadratkilometer.
Terrängen på Pulau Manti är platt. Öns högsta punkt är 13 meter över havet. I omgivningarna runt Pulau Manti växer i huvudsak städsegrön lövskog.